# Rafał Mariusz Włodarczyk
Rafał Mariusz Włodarczyk – polski filozof, pedagog, literaturoznawca i kulturoznawca, specjalizuje się w filozofii edukacji i pedagogice ogólnej, dr hab. nauk społecznych, adiunkt w Instytucie Pedagogiki Wydziału Nauk Historycznych i Pedagogicznych Uniwersytetu Wrocławskiego.

## Życiorys
W 2001 ukończył studia w zakresie filologii polskiej w Wyższej Szkole Pedagogicznej w Częstochowie, natomiast w latach 1996–2005 oraz 2001-2006 odbył studia z kulturoznawstwa i filozofii na Uniwersytecie Wrocławskim. 3 października 2007 obronił pracę doktorską Użyteczność koncepcji filozoficznej Emmanuela Lévinasa dla edukacji międzykulturowej, otrzymując doktorat, a 28 czerwca 2017 habilitował się na podstawie oceny dorobku naukowego i pracy zatytułowanej Ideologia, teoria, edukacja. Myśl Ericha Fromma jako inspiracja dla pedagogiki współczesnej.
Pracuje na stanowisku adiunkta w Instytucie Pedagogiki na Wydziale Nauk Historycznych i Pedagogicznych Uniwersytetu Wrocławskiego oraz w latach 2011-2019 na Wydziale Nauk Społecznych w Uczelni Jana Wyżykowskiego. 

## Publikacje
- Lévinas. W stronę pedagogiki azylu, Warszawa 2009
- Aktualność Marksa, Wrocław 2010 (współautorka: Magdalena Pancewicz-Puchalska)
- Współczesna filozofia społeczna. Rozmowy i eseje o społeczeństwie obywatelskim i etyce demokracji, Sopot 2011 (współautor: Leszek Koczanowicz)
- Interdyscyplinarność i transdyscyplinarność pedagogiki – wymiary teoretyczny i praktyczny, Kraków 2011 (współautor: Wiktor Żłobicki)
- W literackich konstelacjach. Księga jubileuszowa dedykowana Profesor Elżbiecie Hurnik, Częstochowa 2013 (współautorzy: Joanna Warońska, Bartosz Małczyński)
- Transgresje w edukacji, tom 2, Kraków 2014 (współautorka: Iwona Paszenda)
- Między rozumieniem a porozumieniem. Eseje o demokracji niekonsensualnej, Warszawa 2015 (współautorzy: Leszek Koczanowicz, Katarzyna Liszka)
- Ideologia, teoria, edukacja. Myśl Ericha Fromma jako inspiracja dla pedagogiki współczesnej, Kraków 2016
- Fromm – aplikacje, Wrocław 2016 (współautor: Paweł Jabłoński)
- Utopia a edukacja, tom 1, Wrocław 2016 (współautorka: Jowita Gromysz)
- Utopia a edukacja, tom 2, Wrocław 2017
- Utopia a edukacja, tom 3, Wrocław 2017 (współautor: Konrad Rejman)